# 丘懋煒
丘懋炜（？—？），字以鄂，號奇恬，福建漳州府漳浦县人，軍籍，明朝政治人物。

## 生平
万历二十五年（1597年）丁酉科福建乡试舉人，三十二年（1604年）甲辰科进士，初授行人司行人，三十三年充副使，册封晉府河东、永和、蕲水三王，三十五年奉使往东垣王府典丧，三十七年与户部主事刘仲斗典試廣西，三十八年考選，四十年授兵科给事中，上言倭警可虞，设防宜早，谨条例八议以备采用。御史吕图南改任南直隶提学，被给事中周永春弹劾绵弱，不胜其任，丘懋炜与御史陈一元、王命璿与永春互相纠驳。四十一年丁憂，四十七年起升廣東右參議，分守岭东道。泰昌元年以病乞休，三年起復为江西右参议，分守岭北道，六年回籍养病，崇祯元年（1658年）考察免官。